# Václav Hradecký
Pour les articles homonymes, voir Hradecky.
Václav Hradecký, né le 21 octobre 1867 à Světlá nad Sázavou (Autriche-Hongrie) et mort le 14 juillet 1940 à Domažlice (Tchécoslovaquie), est un artiste peintre, dessinateur et caricaturiste tchécoslovaque.

## Biographie

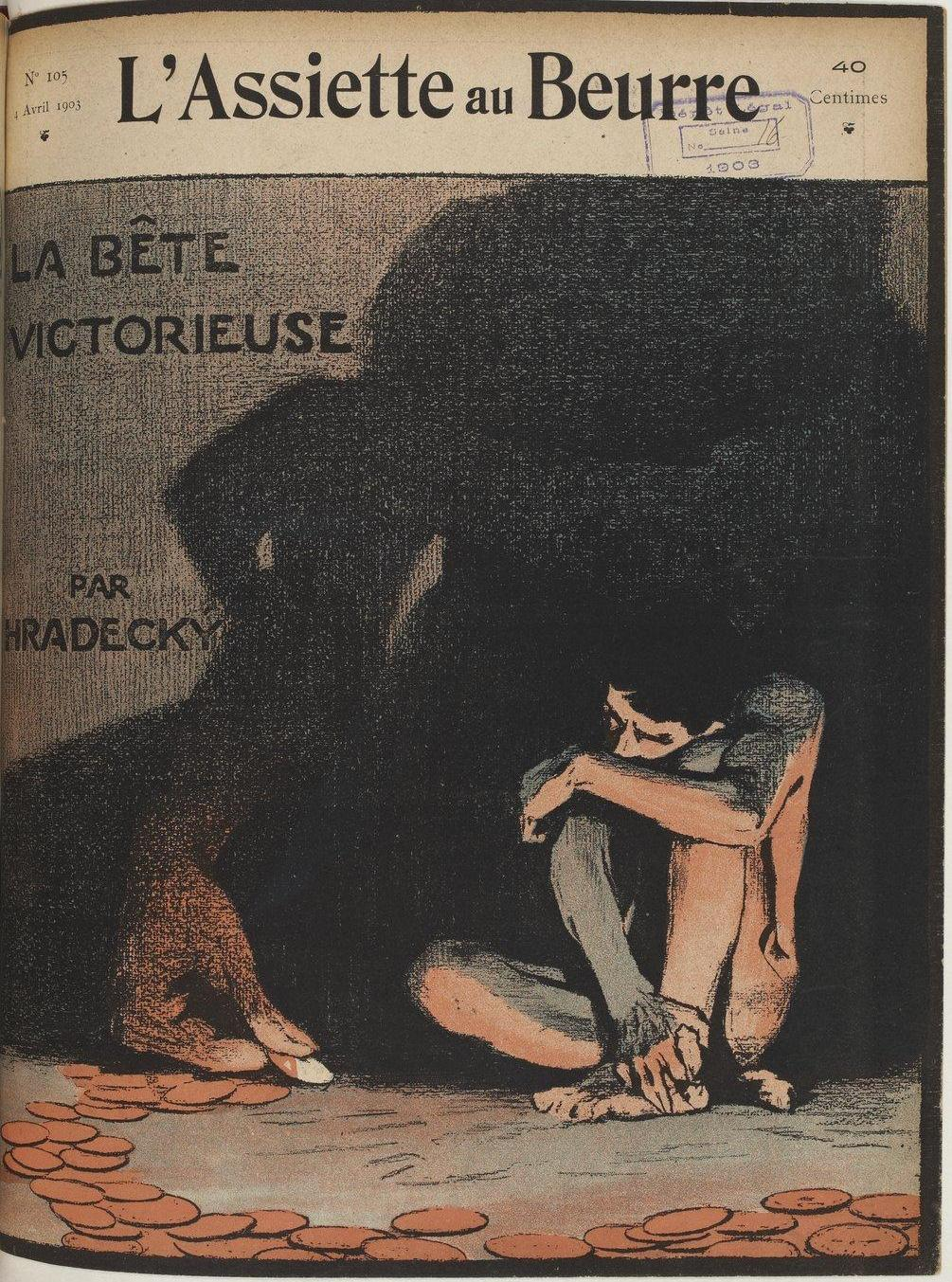
L'Assiette au beurre (avril 1903).

Václav Hradecký intègre d'abord l'École des arts appliqués de Prague (1888-1893) puis l'Académie des beaux-arts de Prague (1893-1897) et reçoit l'enseignement de František Ženíšek et Václav Brožík. Entretemps, il est sélectionné pour faire partie de la délégation pragoise à l'exposition universelle de Chicago, puis son travail est exposé deux ans plus tard à Philadelphie.
Son amitié avec Luděk Marold le conduit à Paris où il fréquente la communauté d'artistes tchèques qui comprend, outre Marold, Jan Dědina, František Kupka, Alphonse Mucha, Rudolf Plaček et Vojtěch Preissig. La plupart vont collaborer à des périodiques illustrés français durant les années 1900-1905. Hradecký est accueilli par Schwarz au sein de L'Assiette au beurre : durant l'année 1903, il produit pas moins de trois numéros complets, « La bête victorieuse » en avril, « Les crimes du tsarisme » en juin avec Grandjouan, et « Abdul-Hamid II ou trente ans d'assassinats » en octobre, trois albums sombres qui dénoncent la violence socio-politique, le triomphe de la bêtise et les crimes du despotisme en des tableaux souvent visionnaires et d'une grande efficacité lyrique ; au total, sa participation s'étale sur une douzaine de livraisons jusqu'en 1905.
Vers 1908, il est sans doute de retour à Prague, armé de forts sentiments patriotiques. Sa peinture reflète son intérêt pour l'histoire et les émeutes tchèques du début du XVIIe siècle. Il est l'auteur également d'une série de peintures sur le ghetto de Prague.
Après 1918, il se tient à l'abri des regards, s'isolant en compagnie d'une petite communautés d'intellectuels. Lors des accords de Munich qui mutilent son pays en novembre 1938, il finit par sortir de sa réserve en publiant quelques dessins amers.
Il meurt brutalement le 14 juillet 1940 durant un séjour chez sa sœur.
Adolf Hoffmeister a consacré une monographie à ses caricatures en 1953.